# Vylkove
Vylkove (ukrainsk: Ви́лкове, ukrainsk udtale: [ˈwɪɫkowe], tr. Vylkove; russisk: Вилково, tr. Vylkovo; rumænsk: Vâlcov) er en lille by beliggende i den ukrainske del af Donau-deltaet, længst mod sydvest i Ukraine, på grænsen til Rumænien. Administrativt er den en del af Izmail rajon (distrikt) i Odessa oblast (region). Byen har 7.804 (2021) indbyggere. Den ligger ved Kilijske hyrlo, en nordlig flodarm af Donau, som adskiller Ukraine fra Rumænien.

## Historie
Det nuværende Vylkove blev grundlagt i 1746 af de såkaldte lipovanere, gammeltroende russere der var i eksil af religiøse årsager. Det Osmanniske Rige, der dengang havde herredømmet i regionen, tildelte den status af by i 1762. Vylkove blev underlagt Det Russiske Kejserrige som følge af Bukarest-traktaten i 1812 og modtog derefter en lille garnison af Donau-kosakker. Efter Krimkrigen kom den i 1856 under Fyrstendømmet Moldavien, som i 1859 dannede Rumænien ved at forene sig med Fyrstendømmet Valakiet. Ved Berlinkongressen i 1878 blev den atter underlagt Det Russiske Kejserrige, da den sydligste del af Bessarabien blev givet tilbage til Rusland. I kølvandet på Den Russiske Revolution i 1917 blev Vylkove en del af den Moldoviske Demokratiske Republik, der i 1918 sluttede sig til Rumænien. Alle disse ændringer påvirkede dog kun minimalt dagligdagen for indbyggerne, som opretholdt deres tro, deres sprog og deres levevis baseret på størfiskeri (efter kaviar) og landbrug.. 
Ved afslutningen af Anden Verdenskrig blev byen og regionen en del af Sovjetunionen som del af den Ukrainske SSR. Ved Sovjetunionens opløsning i 1991 blev Kherson en del af den uafhængige stat Ukraine. Ved folkeafstemningen om Ukraines uafhængighed den 1. december 1991 stemte 75,01% af vælgerne i Odesa oblast for Ukraines uafhængighed (med en stemmeprocent på 85.38%).

## Geografi
Vylkove ligger i Donaudeltaets sumpområder, hvilket gør det næsten umuligt at dyrke korn, og fiskeri i Donau, delta-søerne og Sortehavet er derfor den lokale befolknings hovedbeskæftigelse. Derudover er byen berømt for sin vindyrkning og dyrkning af jordbær på øerne i floddeltaet.[kilde mangler] På grund af en række kanaler, der er udgravet inde på dens område, er byen også kendt som "Ukraines Venedig". Både er den mest almindelige transportform.
Administrationen af det Grænseoverskridende biosfærereservat i Donaudeltaet, Rumænien/Ukraine (de) ligger i Vylkove. Reservatets område omfatter øerne opstrøms og nedstrøms Donau, rørskove nord for Donau, deltaets vandområder og det tilstødende havområde op til 2 km fra kysten).

## Galleri
- Udsigt over Vylkove
- Donau i Vylkove
- Bilohorodskyj-kanalen i Vylkove
- Kanal i Vylkove
- Fisk i Vylkove
- Jomfru Marias fødsel-kirken i Vylkove
- Den gammeltroende Sankt Nikolaus-kirke i Vylkove
- Sankt Nikolaus-kirken i Vylkove
- Kapel bygget til minde om Peter og Paul-klosteret i Vylkove